# Chiesa della Madonna di Caravaggio (Castello Tesino)
La chiesa della Madonna di Caravaggio, anche nota come chiesa della Madonna del Colle o chiesetta del Colle, è una chiesa sussidiaria a Castello Tesino in Trentino. Appartiene alla zona pastorale Valsugana - Primiero dell'arcidiocesi di Trento e risale al XVII secolo.

## Storia

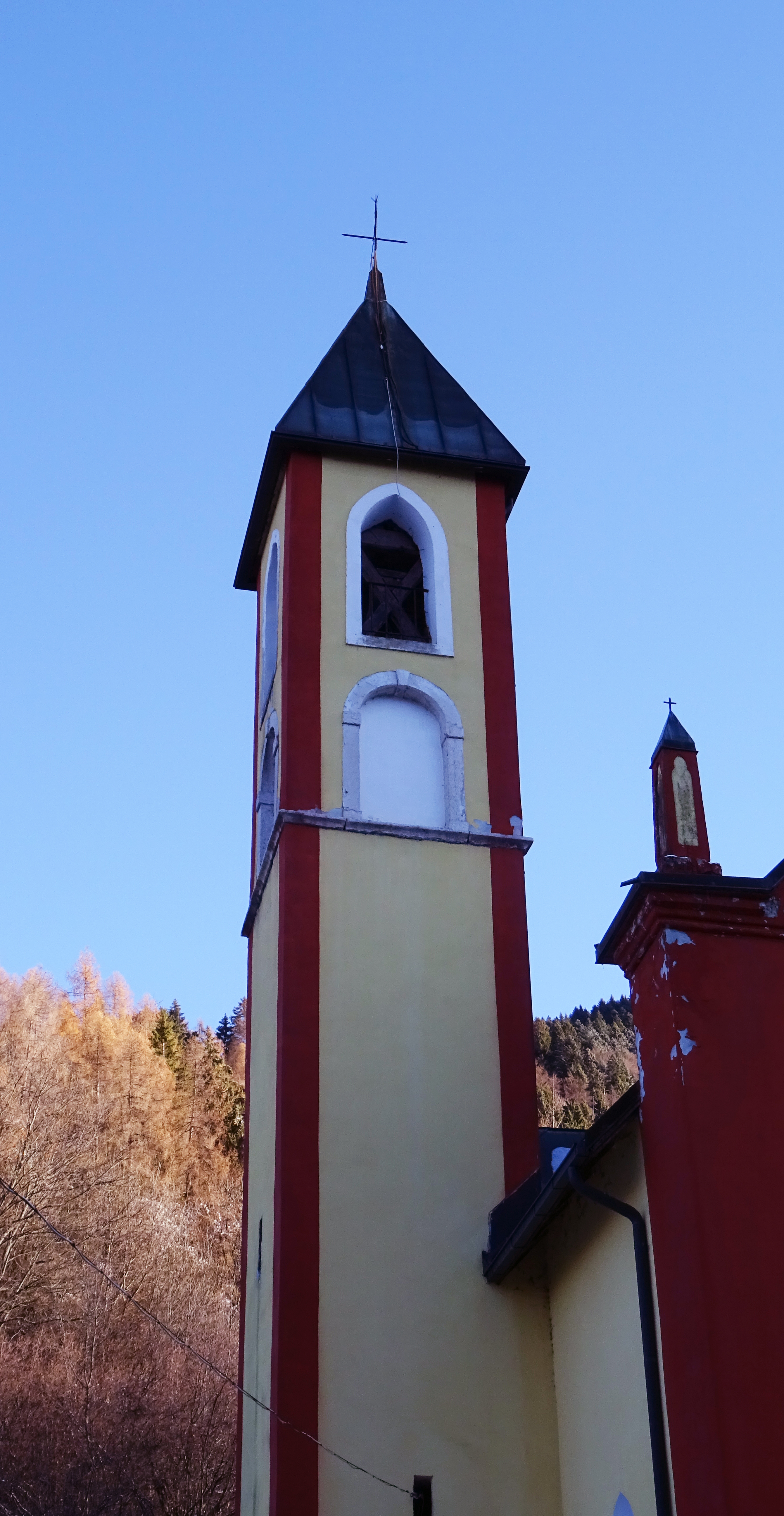
Campanile

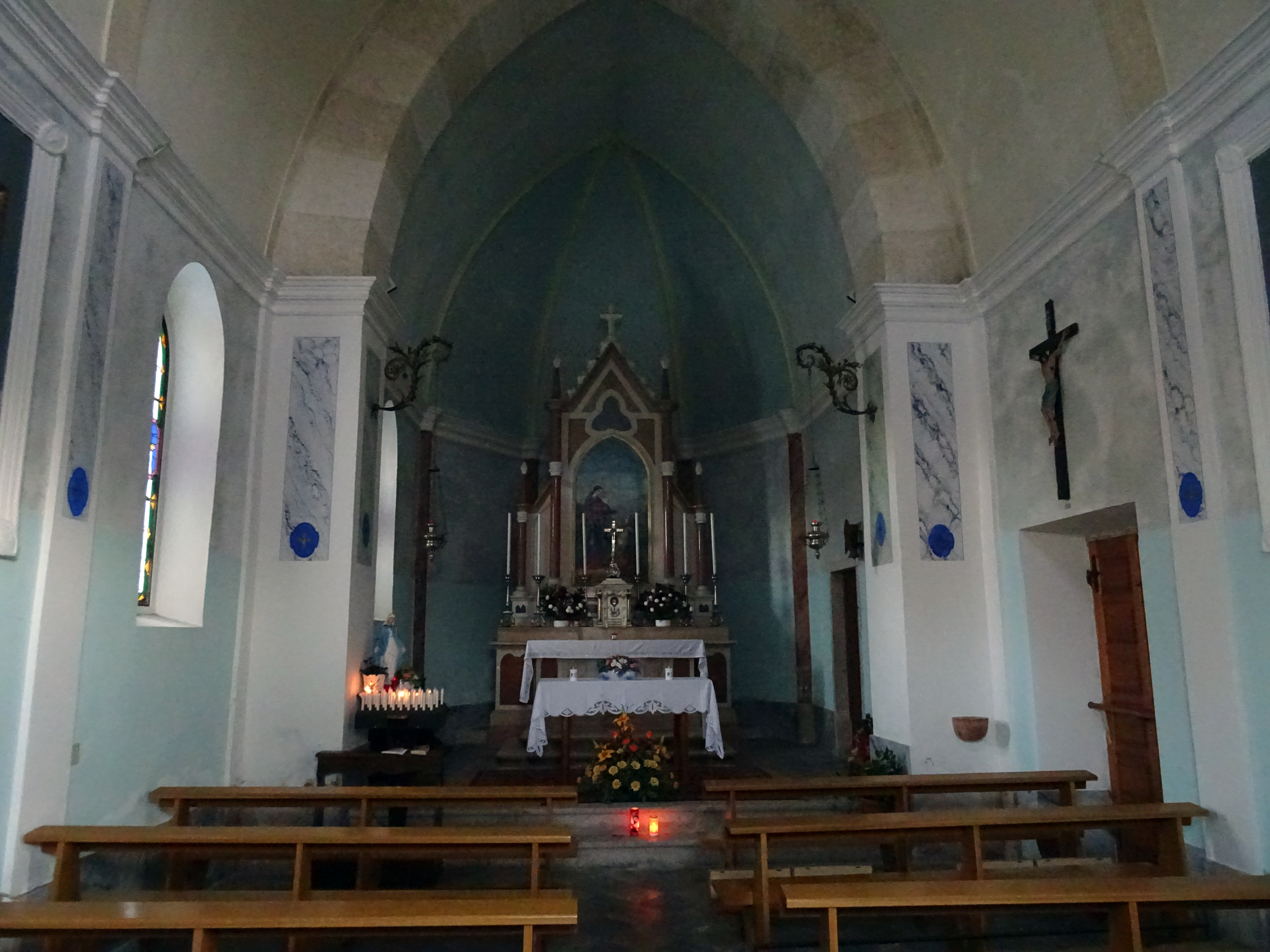
Interno

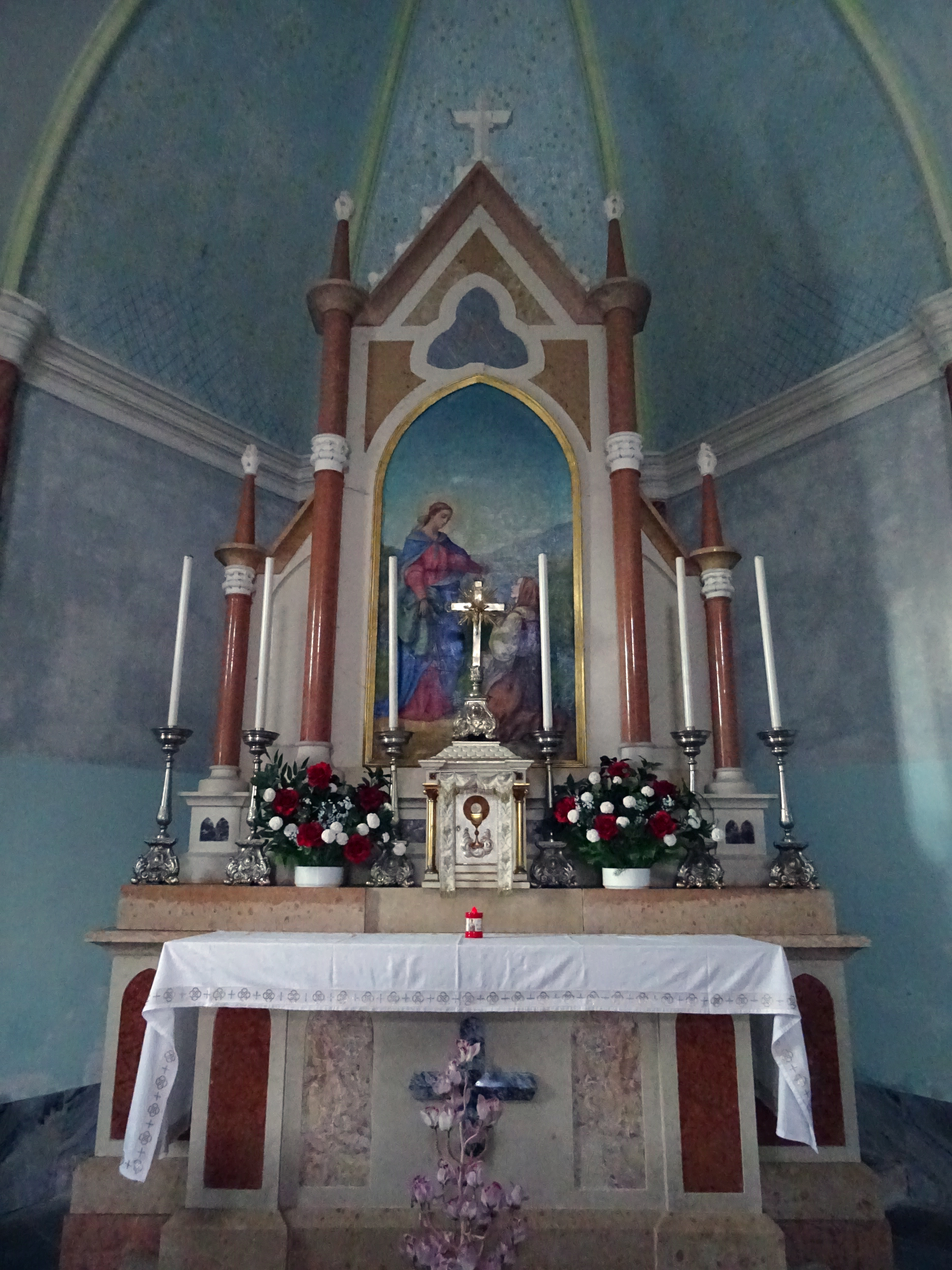
Altare maggiore

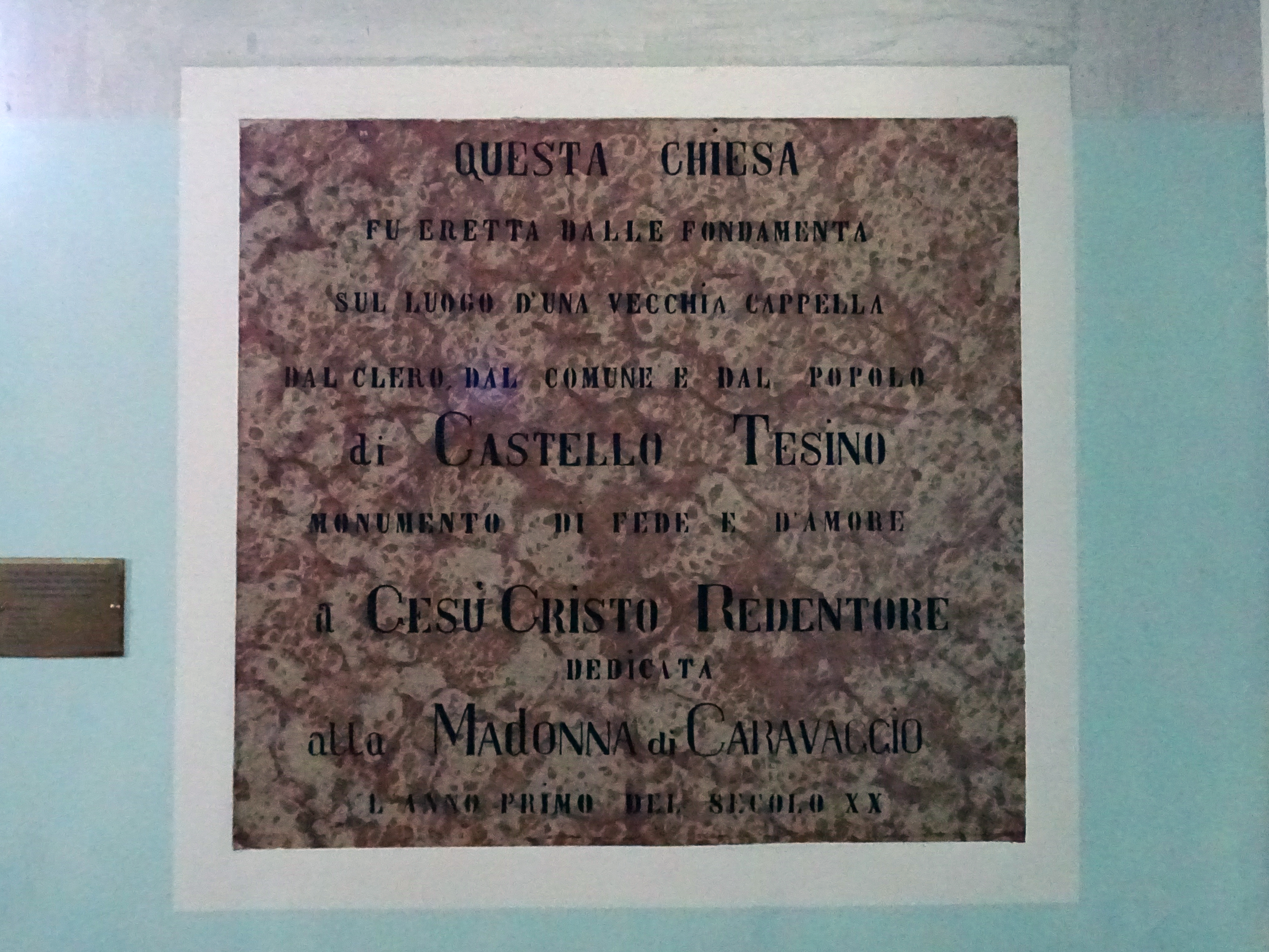
Epigrafe posta nella sala

Il piccolo luogo di culto situato sulle pendici del Picosta e a brevissima distanza dal centro abitato di Castello Tesino venne edificato nel 1698 e fu dedicato all'apparizione mariana di Santa Maria del Fonte.
Attorno alla metà del XIX secolo fu oggetto di restauro e nei primi anni del secolo successivo venne completamente ricostruito sul medesimo sito. Nel 1902 il tempio venne benedetto.
Durante gli anni trenta il tempio fu restaurato e vennero installate nuove vetrate poi, nel secondo dopoguerra, a partire dal 1966, fu interessato da altri lavori conservativi e la precedente copertura del tetto venne sostituita con una nuova in rame.

## Descrizione

### Esterni
La chiesa si trova in posizione panoramica nella località Colle a breve distanza dalla storica strada carrozzabile costruita durante la prima guerra mondiale in direzione di Celado e presenta orientamento tradizionale verso est. Il prospetto principale, che risale ai primi anni del XX secolo, ha un aspetto neogotico ed è caratterizzato dal portale maggiore tra le due paraste angolari della facciata, con copertura a ogiva sovrastato in asse dall'oculo strombato. La torre campanaria si alza in posizione leggermente arretrata sulla sinistra e la sua cella si apre con quattro finestre a monofora

### Interni
La navata interna è unica, con volta a botte acuta. La zona presbiteriale è leggermente rialzata. L'altare maggiore, in marmo policromo e intonato allo stile neogotico della chiesa, è stato costruito dal roveretano Scanagatta. La pala d'altare raffigurante la Madonna di Caravaggio è attribuita a Giuseppe Boldini.